# St. Josef (Bauchem)

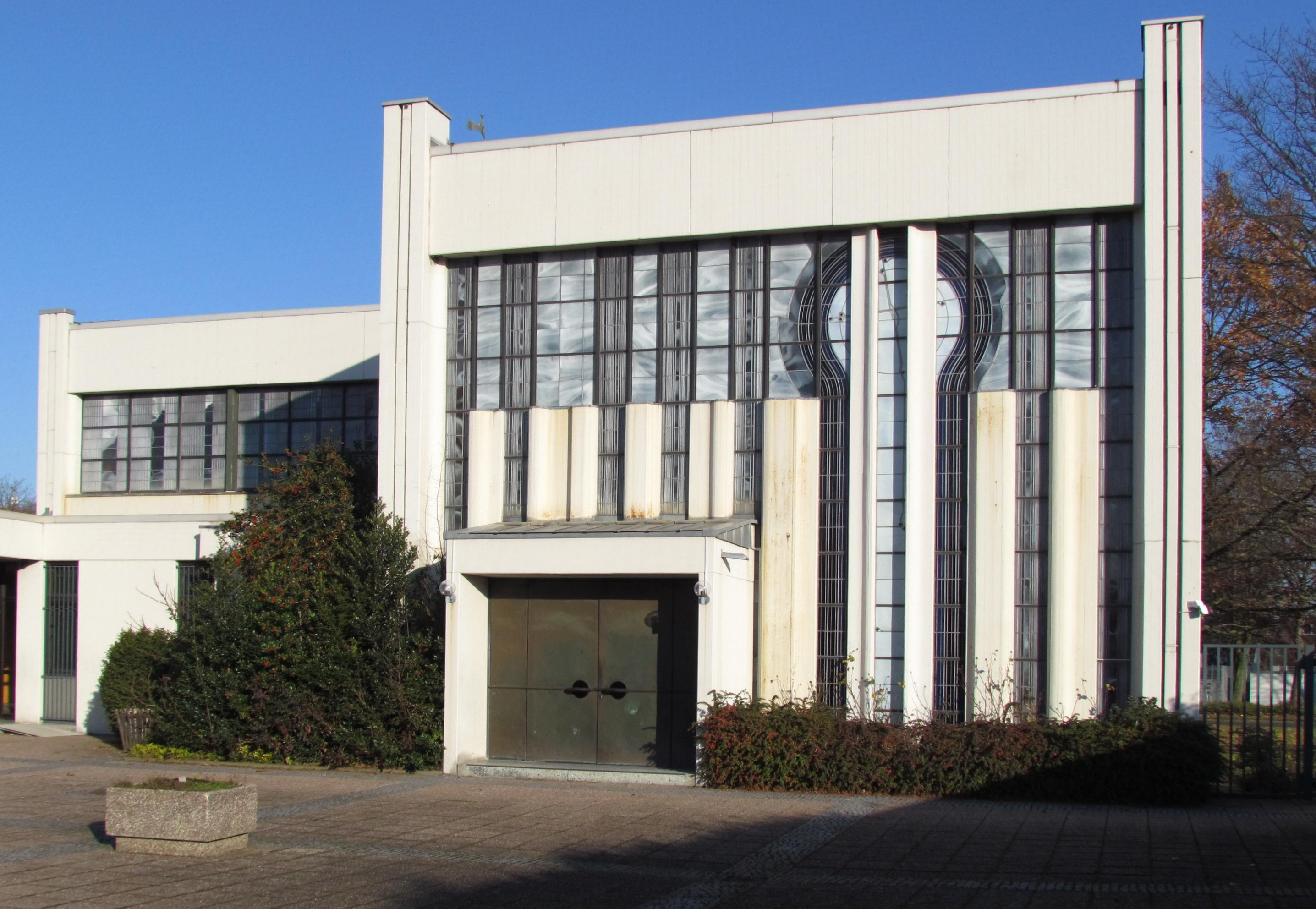
Eingang zur Garnisonskirche

Die Garnisonskirche St. Josef war eine römisch-katholische Kirche und stand im Ortsteil Bauchem der Stadt Geilenkirchen, Kreis Heinsberg, in Nordrhein-Westfalen. Im April 2018 wurde das Gotteshaus abgerissen.

## Lage
Die Hallenkirche lag im Neubaugebiet in Bauchem Im Gang 46.

## Geschichte
Im Jahr 1970 beschloss der Kirchenvorstand in Bauchem ein Gemeindezentrum als Filialkirche St. Josef zu bauen. Das Gemeindezentrum diente auch als Garnisonskirche der Selfkant-Kaserne.
Im Jahr 2013 legte die Franziskusheim gGmbH Pläne vor, die sanierungsbedürftige Kirche abzureißen, um auf dem 6000 Quadratmeter großen Gelände eine Begegnungsstätte mit seniorengerechten Wohnungen mit Tagespflegeeinrichtungen zu bauen.
Im Frühjahr 2014 wurde im Kircheninneren ein Brandsatz gelegt, so dass die Kirche nicht mehr benutzbar war.
Danach entschied im August 2014 der Geilenkirchener Umwelt- und Bauausschuss den Abriss der seit dem Frühjahr 2014 unter vorläufigem Denkmalschutz stehenden Kirche. Demgegenüber argumentierte das Amt für Denkmalpflege, dass eine Reihe von architekturhistorischen, liturgiegeschichtlichen, städtebaulichen und künstlerischen Gründen dafür sprechen, die Kirche zu erhalten. Am 16. August 2015 fand vor der Kirche die letzte Messe statt.
Trotz der Bedenken des Denkmalschutzes wurden 2016 die Genehmigungen zum Abriss der Kirche erteilt. Geplant ist, die Kirche im Frühjahr 2018 abzureißen.
Von März bis April des Jahres 2018 wurde St. Josef abgerissen.

## Architektur
Die aus Beton gegossene Hallenkirche wurde 1974 nach den Plänen des Architekten Matthias Kleuters aus Aachen errichtet. Besonderes architektonisches Merkmal der Kirche waren die gerundeten Schalenmauern und der Einsatz neuer Materialien, wie Hochglanzziegel.
Die Kirche bestand aus einem großen Kirchenraum für den Sonntags- und Festgottesdienst und einem kleinen Gottesdienstraum für den Werktagsgottesdienst. Das moderne liturgische Raumkonzept sah die Ausrichtung beider Räume auf einen gemeinsamen runden Altar vor.
Darüber hinaus ergänzten  ein Gemeindesaal, Gruppenräume und dazugehörige Nebenräume die Anlage, welche ebenfalls 2018 abgerissen wurden.

## Ausstattung
- Die Orgel mit 8 Registern und mechanischer Traktur aus dem Jahre 1974 wurde von der Fa. Heinz Wilbrand  aus Übach-Palenberg gebaut.
- Im Kirchturm befinden sich zwei Glocken aus dem Jahre 1974.
- Die Buntverglasung der Kirche wurde von Ludwig Schaffrath geschaffen. Die als freie Komposition ausgeführte buntverglaste Fensterwand der Fassade besteht aus weißen und blauen bleigefassten Antik-, Opal- und Lupengläsern. Der Künstler schuf im gleichen Stil die buntverglasten Fenster der Orgelempore und des Altarraumes sowie das Lichtband im Kirchenschiff aus hellen Antik- und Opalgläsern.[10]
- Granitaltar
- St. Josefsfigur, barock
- Marienikone von 1820, aus Südrussland

## Glocken
1. „Dreifaltigkeitsglocke“; as’+2; Eifeler Glockengießerei, Brockscheid; 1974; 605 kg; 978 mm.
2. „Friedensglocke“: c’’+2; Eifeler Glockengießerei, Brockscheid; 1974; 295 kg; 768 mm.

Motiv: Duett

## Galerie

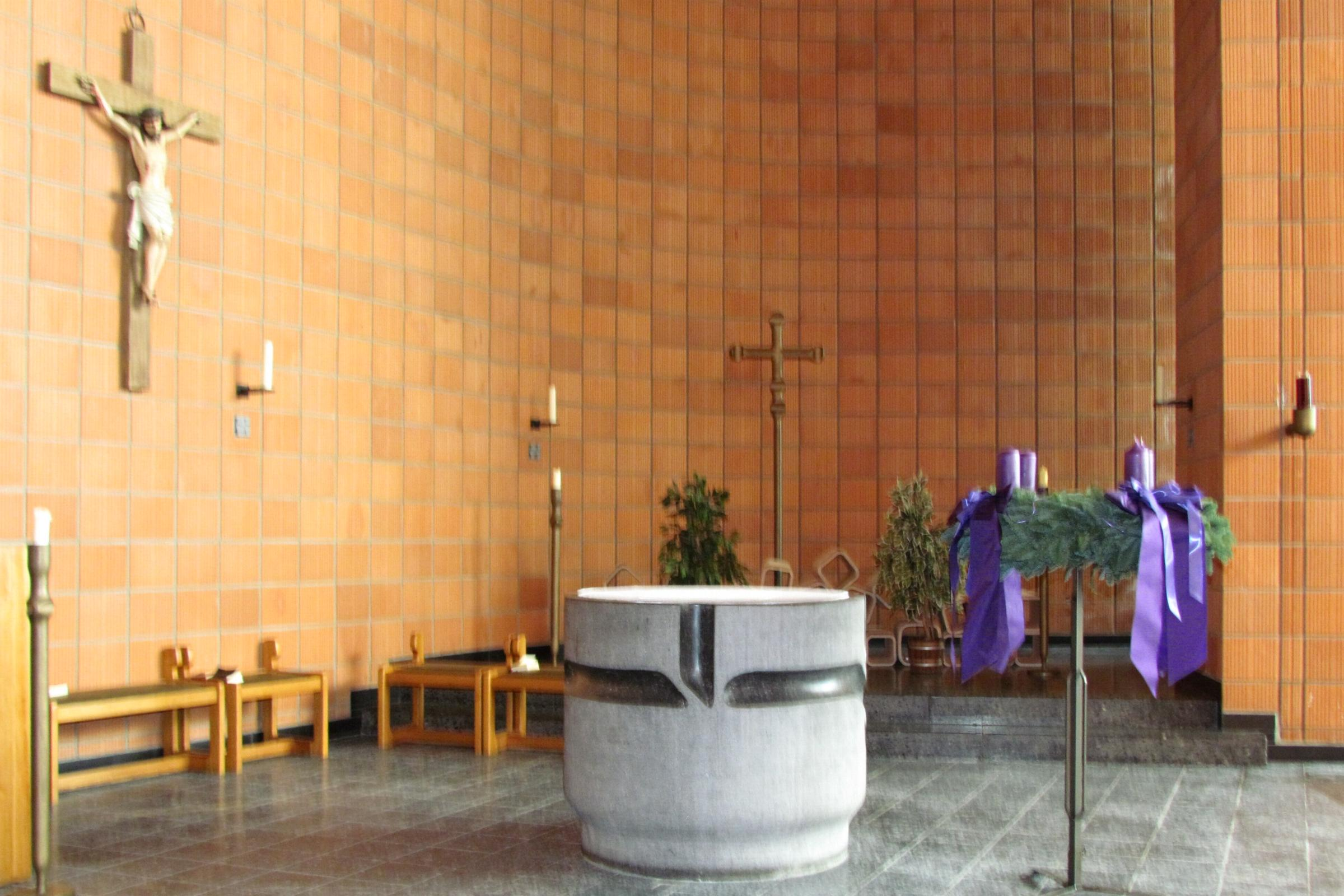
Altarraum
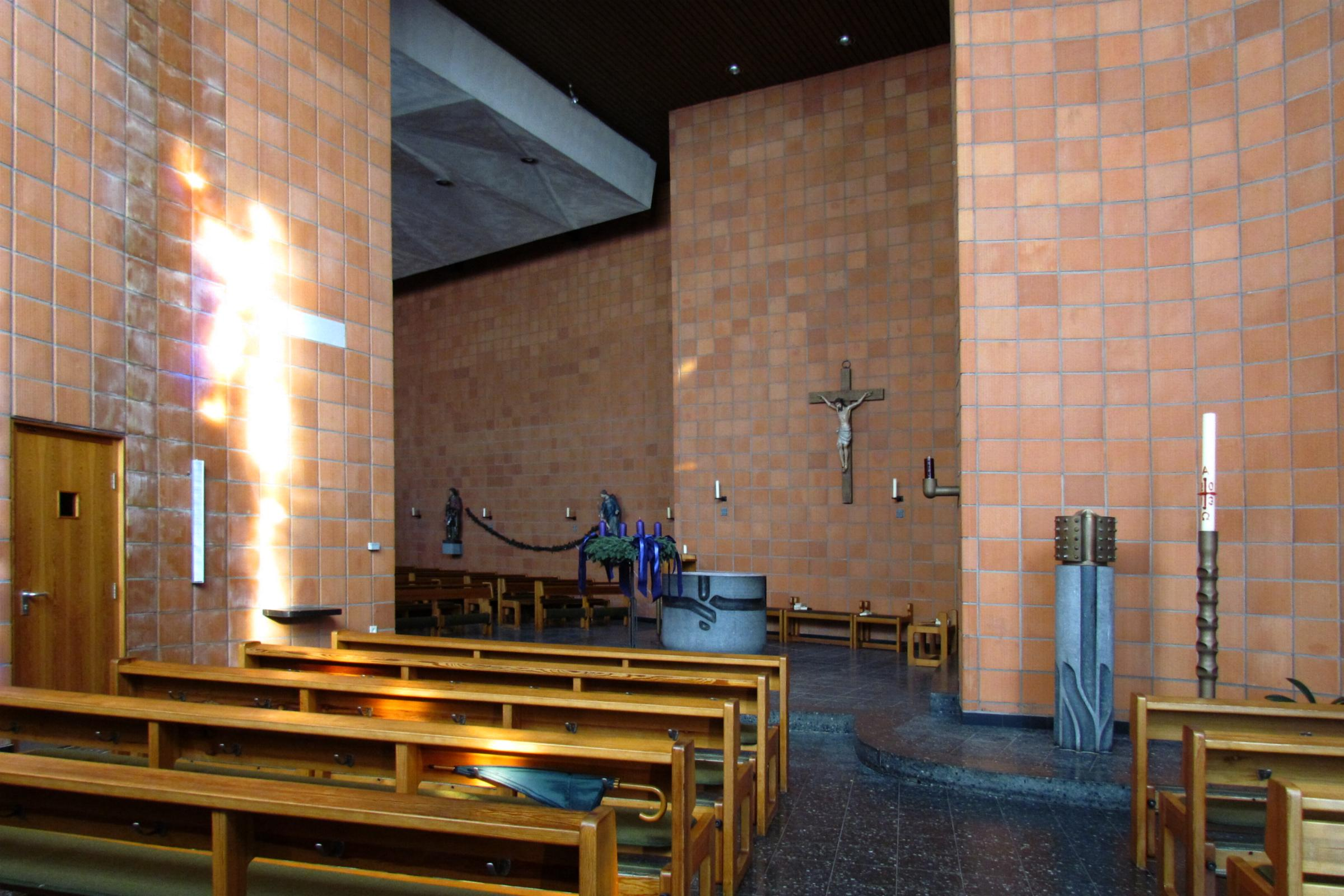
Kleiner Gottesdienstraum
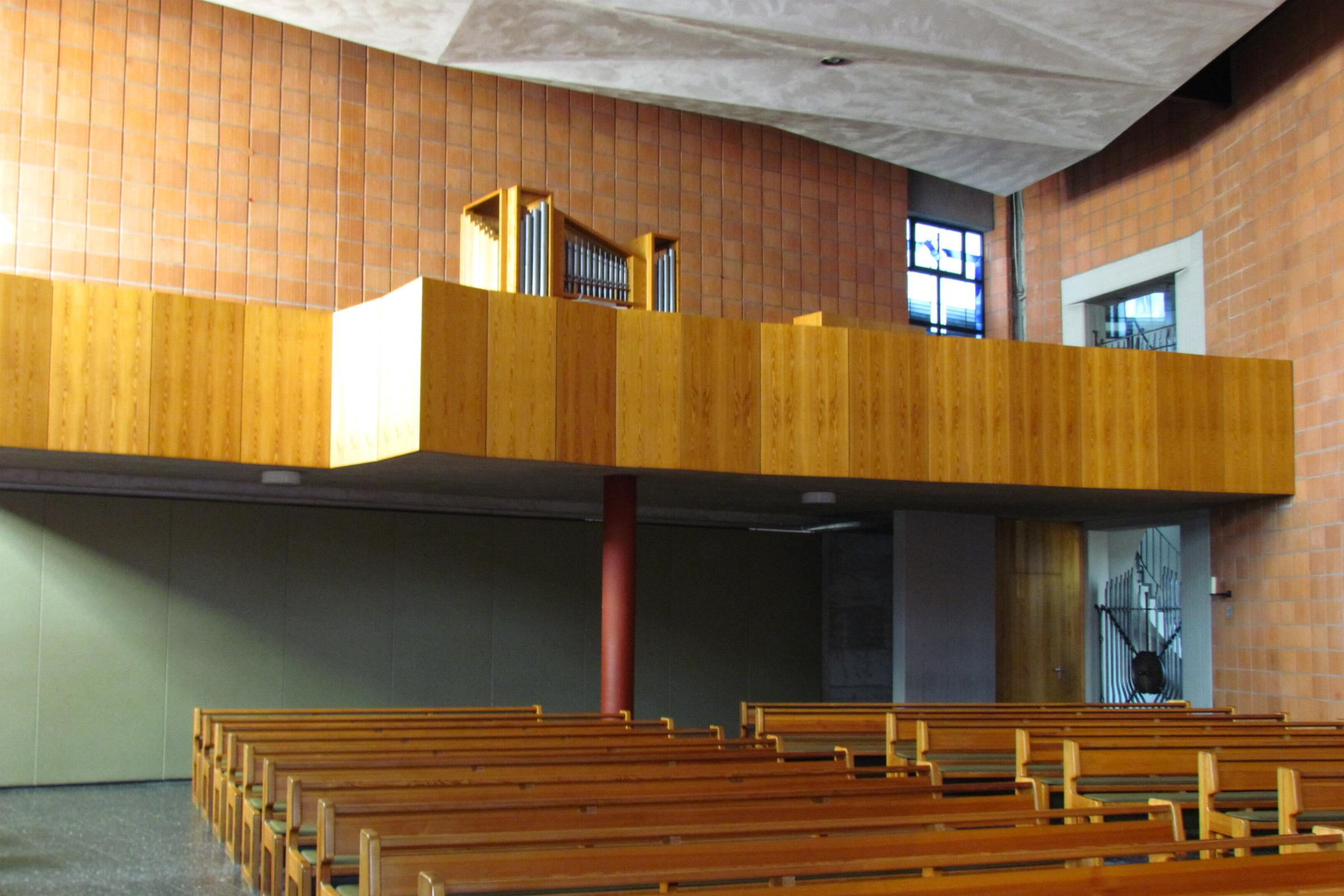
Großer Raum mit Orgelbühne